# Aeropuerto de Pakyong
El Aeropuerto de Pakyong (IATA: PYG, OACI: VEPY) es un aeropuerto localizado en Pakyong, un pueblo del estado indio de Sikkim. Se encuentra a 30 km de Gangtok, la capital estatal. El proyecto se desarrolló a principios de los años 2000 con el fin de atraer más turistas a la región himalaya. Abrió en 2018 como la primera pista en Sikkim y el centésimo aeropuerto de la India. En diciembre de 2018 se ofrecían vuelos a dos otras ciudades del país.

## Historia
La 11.ª Comisión Financiera del gobierno central asignó 500 millones de rupias en el 2000 para la construcción de una pista en Sikkim. El gobierno estatal decidió fabricarla en el municipio de Pakyong. El comité del gabinete para asuntos económicos aprobó el plan seis años más tarde. Se colocó la piedra angular del sitio en 2009, y la Dirección de Aeropuertos de la India (AAI por sus siglas en inglés) realizó las obras. Se emplearon varias tecnologías especiales debido al terreno de la zona; los trabajadores tallaron la tierra de la ladera de un cerro y levantaron un muro de refuerzo que mide 80 m de altura. Aunque el final del proyecto estaba planeado para el 2012, el proceso de adquirir tierra y las protestas de los aldeanos lo demoraron. Las obras habían desplazado a varios vecinos de Pakyong, así que pedían compensación. El gobierno de Sikkim y la AAI firmaron un acuerdo en julio de 2015 para retomar la construcción tres meses después y trasladar las casas de los aldeanos afectados. Los retrasos doblaron el costo del proyecto de 3,09 mil millones a 6,06 mil millones de rupias.
El primer avión en aterrizar en la pista fue un Dornier 228 de la Fuerza Aérea India en marzo de 2018. Hubo una ceremonia de inauguración el 24 de septiembre de 2018 a la que asistió el primer ministro Narendra Modi, quien declaró el establecimiento del centésimo aeropuerto funcional de la India y la primera pista del estado. Sikkim había sido el único estado del país que carecía de un aeropuerto. Se esperaba que la pista de Pakyong produjera un aumento de turismo en la región, que está ubicada entre las montañas del Himalaya e incluye varios lagos y glaciares. Sin embargo, era difícil viajar a Sikkim porque el aeropuerto más cercano quedaba en Bagdogra, a 125 km de la capital estatal de Gangtok. La operación comercial del aeropuerto empezó el 4 de octubre del mismo año cuando un vuelo de SpiceJet procedente de Calcuta llegó a Pakyong. El servicio de SpiceJet recibe subvenciones del gobierno central a través del Ude Desh Ka Aam Nagrik, una iniciativa que pretende ampliar la conectividad regional del país.

## Instalaciones
El aeropuerto cubre 201 acres y su pista mide 1700 × 30 m. En la rampa hay posiciones de estacionamiento para dos aeronaves ATR 72. La terminal ocupa 3000 m² y tiene una capacidad de 100 pasajeros.

## Aerolíneas y destinos
Se daba servicio a las siguientes ciudades en diciembre de 2018:
| Ciudades por países | Nombre del aeropuerto                               | Aerolíneas |      |      |      |
| Asia                | Asia                                                | Asia       | Asia | Asia | Asia |
| ------------------- | --------------------------------------------------- | ---------- | ---- | ---- | ---- |
| Bután               |                                                     |            |      |      |      |
| Paro                | Aeropuerto Internacional de Paro                    | Drukair    |      |      |      |
| India               |                                                     |            |      |      |      |
| Calcuta             | Aeropuerto Internacional Netaji Subhas Chandra Bose | SpiceJet   |      |      |      |
| Guwahati            | Aeropuerto Internacional Lokpriya Gopinath Bordoloi | SpiceJet   |      |      |      |

## Estadísticas
Ver fuente y consulta Wikidata.